# 198P/ODAS
198P/ODAS, komet Jupiterove obitelji